# Esplanade Fernand-Rude
L'esplanade Fernand-Rude, anciennement esplanade de la Grande-Côte, est une esplanade du quartier des pentes de la Croix-Rousse dans le 1er arrondissement de Lyon en France. Elle surplombe la montée de la Grande-Côte, au croisement avec la rue du Bon-Pasteur.

## Dénomination
En 2019, l'esplanade est renommée esplanade Fernand-Rude en hommage à l'historien du mouvement social et des Canuts, Fernand Rude.

## Histoire

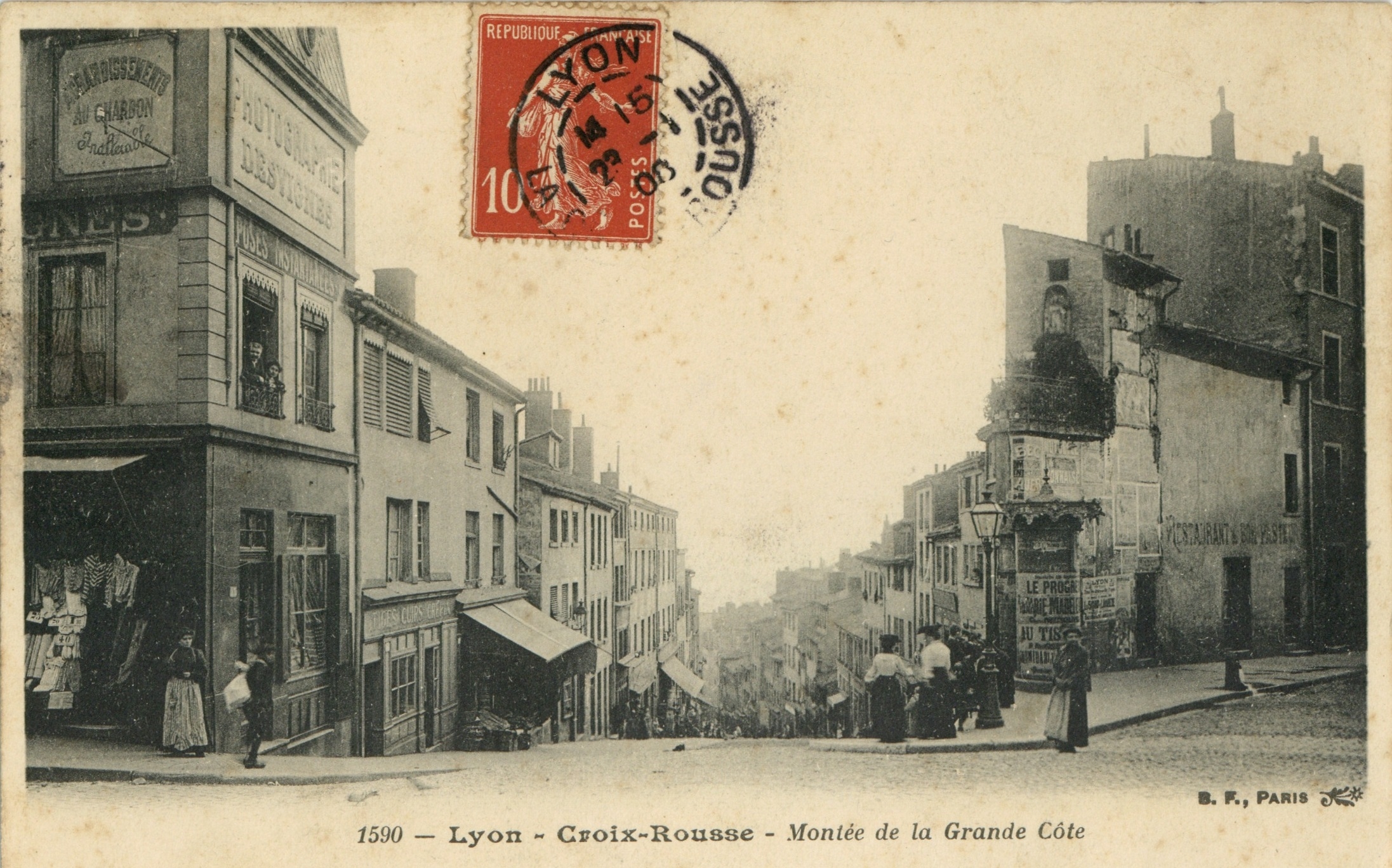
La Grand'Côte vers 1900, au niveau de l'actuelle esplanade et de la rue Jean-Baptiste-Say.

À partir de 1971, la municipalité adopte un projet de rénovation de la montée de la Grande-Côte, conduisant à quelques manifestations de défense du quartier. Une partie des bâtiments dans la partie supérieure de la montée sont détruits créant une trouée bien visible dans le tissu urbain. À partir de 1999, cette section est réaménagée, conduisant à la création du jardin de la Grande Côte et de l'esplanade Fernand-Rude, qui offre un panorama sur la ville.
En janvier 2022, c'est de cette esplanade que Christiane Taubira annonce sa candidature à l'élection présidentielle de 2022.